# Vedovanza

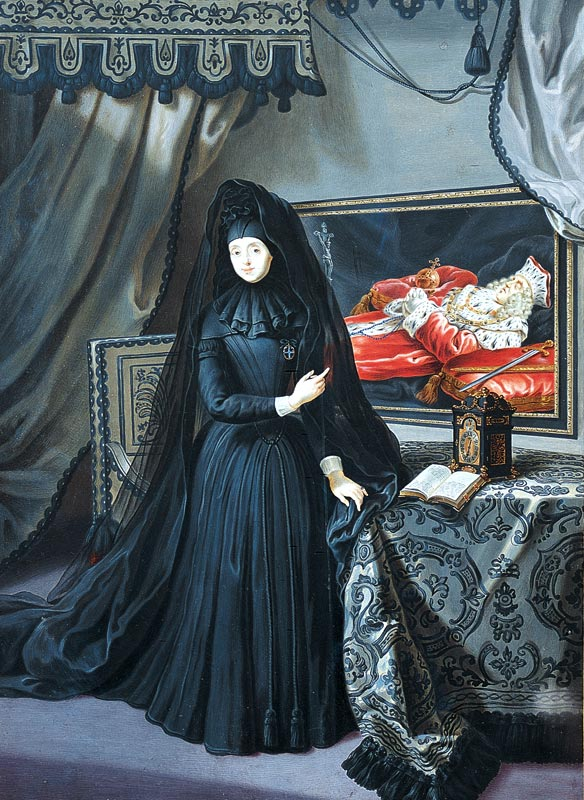
Anna Maria Luisa de' Medici, vedova (Jan Frans van Douven, 1717)

La vedovanza è lo stato in cui si trova un coniuge al momento della morte dell'altro. Questo termine deriva dall'appellativo assunto dal coniuge sopravvissuto, che è appunto quello di vedovo/vedova. Esso resta tale finché non convola eventualmente a nuove nozze.

## Storia

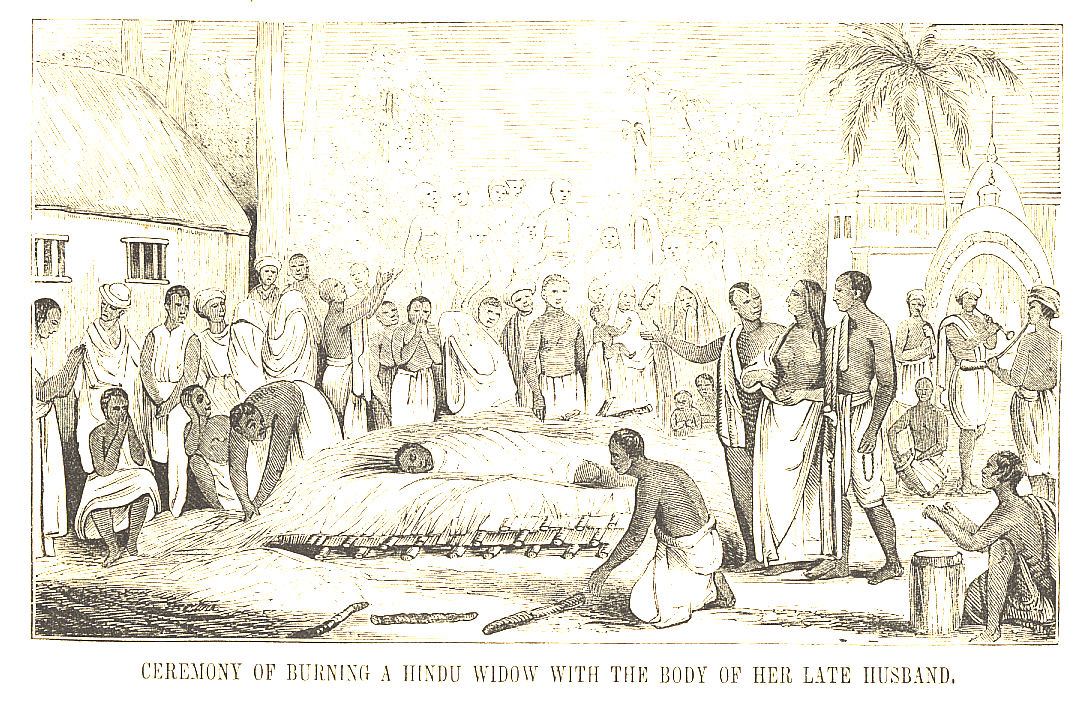
Cerimonia del rogo di una vedova Indù insieme al corpo del marito defunto, Pictorial History of China and India, 1851

Presso le popolazioni orientali dell'antichità era d'uso che il coniuge superstite, soprattutto se si trattava di una vedova, dovesse seguire il coniuge defunto nell'aldilà; tale usanza (chiamata Sati) è sopravvissuta sino a poco tempo fa anche negli strati più religiosi della popolazione dell'India.
Per quanto riguarda il diritto romano, invece, vi si trovavano descrizioni molto dettagliate di come procedere sia per le questioni che riguardavano le incertezze della paternità legittima di alcuni dei figli e sia per le questioni legate alla successione dei beni.
In genere, nelle società patriarcali, i vedovi (maschi) hanno spesso una maggiore libertà e più ampi diritti rispetto alle vedove (femmine). Questo genere di usanza è andato per la maggiore in Italia negli scorsi secoli e sopravvive in parte nei giorni nostri nelle comunità più tradizionaliste, dove le donne vedove sono solite vestirsi con abiti neri e, non più sottoposte al volere del marito perché deceduto, si affidano al volere dei figli o dei fratelli; questa usanza continuò tuttavia ad essere praticamente imposta obbligatoriamente dalla comunità alle donne vedove fino agli anni cinquanta, in particolare nei territori più rurali. 
In realtà l'atteggiamento meno conciliante nei confronti delle vedove viene spiegato con il fatto di ricoprire, a differenza delle nubili, ruoli sociali storici di comando e non subalterni.
Durante la Repubblica di Venezia negli atti legali la vedova era definita "relita". Per esempio
()